# مسابقات جهانی هنرهای رزمی
مسترشیپ هنرهای رزمی جهان یا مسابقات جهانی هنرهای رزمی یا مسابقات المپیک هنرهای رزمی (به انگلیسی: World Martial Arts Masterships) یکی از مسابقات بین‌المللی هنرهای رزمی است که در استان چونگچئونگ شمالی کره جنوبی برگزار شد. در مجموع ۲ دوره مسابقات برگزار شده‌است که مسابقات سال ۲۰۱۶ در چئونگ‌جو و مسابقه ۲۰۱۹ در چونگجو برگزار شده‌است.

## مسابقات ۲۰۱۶
مسابقه ۲۰۱۶ به مدت ۱ هفته و با حضور ۲۴۰۰ ورزشکار رزمی از ۸۱ کشور در ۱۷ ورزش رزمی برگزار شد.

## مسابقات ۲۰۱۹
مسابقات قهرمانی ۲۰۱۹ دومین دوره بود و در آن ۳٬۱۱۹ ورزشکار رزمی از ۱۰۶ کشور برای بیش از ۲۷۵ مدال در ۲۰ حوزه مختلف هنرهای رزمی رقابت کردند. شعار این مسابقات «فراتر از زمان، جهان را پل بزنید» بود. مسابقات سال ۲۰۱۹ بزرگترین مسابقه بین‌المللی هنرهای رزمی تاکنون است.
ورزشکاران دو روز قبل از مراسم افتتاحیه، در تاریخ ۲۸ اوت ۲۰۱۹، به محل زندگی خود برای بازیها نقل مکان کردند.
مراسم افتتاحیه مسابقات ۲۰۱۹ در ۳۰ آگوست در ورزشگاه مرکزی چونگجو برگزار شد. این مراسم شامل ۱۵۰۰۰ شرکت کننده بود و شامل تیم ایروباتیک عقاب‌های سیاه نیروی هوایی جمهوری کره بود. در کل، ۱۵۰٬۵۵۶ تماشاگر و ۹۰۰ داوطلب در کل مدت مسابقات حضور داشتند. ترکمنستان با ۱۹ مدال در جایگاه نخست قرار گرفت و کره جنوبی با ۱۷ مدال در رده دوم قرار گرفت. هزینه مسابقات قهرمانی ۲۰۱۹، ۱۵ میلیارد وون کره برآورد شده‌است.
علاوه بر این، یک جشنواره بین‌المللی فیلم‌های رزمی با ۵۱ فیلم مختلف نیز در همین دوره برگزار شد.